# Kępiniec
Kępiniec [kɛmˈpiɲɛt͡s] là một khu định cư ở khu hành chính của Gmina Pełczyce, trong quận Choszczno, West Pomeranian Voivodeship, ở phía tây bắc Ba Lan. Nó nằm khoảng 11 kilômét (7 mi) phía nam Pełczyce, 25 km (16 mi) phía nam Choszczno, và 73 km (45 mi) về phía đông nam của thủ đô khu vực Szczecin.
Trước năm 1945, khu vực này là một phần của Đức. Đối với lịch sử của khu vực, xem Lịch sử của Pomerania.